# Unterpfaffendorf
Unterpfaffendorf ist eine Ortschaft und eine Katastralgemeinde der Stadtgemeinde Raabs an der Thaya im Bezirk Waidhofen an der Thaya im niederösterreichischen Waldviertel mit 41 Einwohnern (Stand 1. Jänner 2024).

## Geografie
Das östlich von Eibenstein und rechts der Thaya gelegene Dorf wird von der Landesstraße L1258 durchquert und ist der östlichste Ort der Gemeinde. Am 1. April 2020 umfasste die Ortschaft 28 Adressen. Im Westen der Katastralgemeinde befindet sich ein großes Bergbaugebiet mit einem Steinbruch sowie auch die Burgruine Eibenstein.

## Geschichte
Möglicherweise wurde der Ort von den Herren von Pernegg dem Stift Geras überlassen, das 1153 von Ekbert von Raabs und seinem Sohn Ulrich II. von Pernegg gestiftet wurde, und sollte zur Versorgung der Priester dienen.
Im Spätmittelalter zahlte der Ort Steuern an die Herrschaft Thumeritz. Bis ins 15. Jahrhundert befanden sich nördlich des Ortes zwei Siedlungen, in denen Eisen verhüttet wurde, wie aufgefundene Schlackereste zeigen. Während des Dreißigjährigen Krieges gelangte Wolf Helmhardt von Hohberg an die Herrschaft; danach wurde Unterpfaffendorf an die Herrschaft Drosendorf verkauft.
Im Jahr 1822 wurde der Ort als Dorf mit 18 Häusern genannt, das nach Eibenstein eingepfarrt war, wohin auch die Kinder eingeschult wurden. Die Herrschaft Drosendorf besaß die Ortsobrigkeit, übte die Landgerichtsbarkeit aus, besorgte die Konskription und hatte die Grundherrschaft inne.
Im 19. Jahrhundert wurde im Steinbruch Kalk gebrannt. Laut Adressbuch von Österreich waren im Jahr 1938 in Unterpfaffendorf ein Maler, ein Wagner und mehrere Landwirte ansässig. Der Ort bildete von 1850 bis Ende 1970 zusammen mit Eibenstein und Reith die Gemeinde Eibenstein, die im Rahmen der Niederösterreichischen Kommunalstrukturverbesserung per 1. Jänner 1971 der Stadtgemeinde Raabs an der Thaya beitrat.

## Siedlungsentwicklung
Zum Jahreswechsel 1979/1980 befanden sich in der Katastralgemeinde Unterpfaffendorf insgesamt 23 Bauflächen mit 13.052 m² und 31 Gärten auf 32.148 m², 1989/1990 gab es 25 Bauflächen. 1999/2000 war die Zahl der Bauflächen auf 32 angewachsen und 2009/2010 bestanden 42 Gebäude auf 89 Bauflächen.

## Bodennutzung
Die Katastralgemeinde ist landwirtschaftlich geprägt. 189 Hektar wurden zum Jahreswechsel 1979/1980 landwirtschaftlich genutzt und 155 Hektar waren forstwirtschaftlich geführte Waldflächen. 1999/2000 wurde auf 191 Hektar Landwirtschaft betrieben und 154 Hektar waren als forstwirtschaftlich genutzte Flächen ausgewiesen. Ende 2018 waren 177 Hektar als landwirtschaftliche Flächen genutzt und Forstwirtschaft wurde auf 148 Hektar betrieben. Die durchschnittliche Bodenklimazahl von Unterpfaffendorf beträgt 32 (Stand 2010).

## Geologie
Im von der Fa. Hengl gepachteten Steinbruch wird heute Amphibolit abgebaut. Der harte Stein kann im Straßenbau als Füllstoff bei Asphaltmischungen verwendet werden. Weiters wird auch minderwertiger Marmor gebrochen, der nur als Schotter geeignet ist. In diesem Steinbruch befindet sich auch das bisher weltweit einzig bekannte Vorkommen (Stand 2024) von Alumino-Oxy-Rossmanit, ein sehr seltenes Ringsilikat aus der Turmalingruppe.